# 具孔菌属
具孔菌属（学名：Porophoromyces）是虫囊菌科的一属。

## 下属物种
本属包括以下物种：
- Porophoromyces tmesiphori Thaxt.